# Allobates insperatus
Allobates insperatus (synoniem: Colostethus insperatus) is een kikkersoort uit de familie van de Aromobatidae. De wetenschappelijke naam van de soort is voor het eerst geldig gepubliceerd in 2006 door Victor Morales.
De soort is alleen bekend in de oostelijke laaglanden van Ecuador maar komt waarschijnlijk op veel meer plaatsen voor. A. insperatus leeft in het tropisch regenwoud, en broedt in schutbladeren van handpalmen die op de grond gevallen zijn.